# Kakari-iwa
Kakari-iwa är en kulle i Antarktis. Den ligger i Östantarktis. Norge gör anspråk på området. Toppen på Kakari-iwa är 2 202 meter över havet.
Terrängen runt Kakari-iwa är platt österut, men västerut är den kuperad. Trakten är obefolkad. Det finns inga samhällen i närheten.